# Marshall (Illinois)
Marshall je grad u američkoj saveznoj državi Ilinois. Prema popisu stanovništva iz 2010. u njemu je živjelo 3.933 stanovnika.